# William Bradford
Pour les articles homonymes, voir William Bradford (homonymie) et Bradford (homonymie).
William Bradford, né le 19 mars 1590 à Austerfield (Yorkshire) et mort le 9 mai 1657 à Plymouth (Massachusetts), est un protestant anglais dissident, un des chefs du groupe des Pères pèlerins (Pilgrim fathers) qui, en 1620, fait sur le Mayflower la traversée d'Angleterre vers l'Amérique, puis fonde la colonie de New Plymouth, considérée comme l'origine de la Nouvelle-Angleterre, voire des États-Unis.
Un des principaux rédacteurs du Mayflower Compact et son second signataire, il est, après la mort de John Carver, élu à trente reprises au poste de chef de la colonie. On lui attribue généralement l'institution de la fête de Thanksgiving.
Son journal (1620–1647), Of Plymouth Plantation, est une des principales sources sur les débuts de la colonisation de la Nouvelle-Angleterre.

## Biographie

### Origines familiales et formation

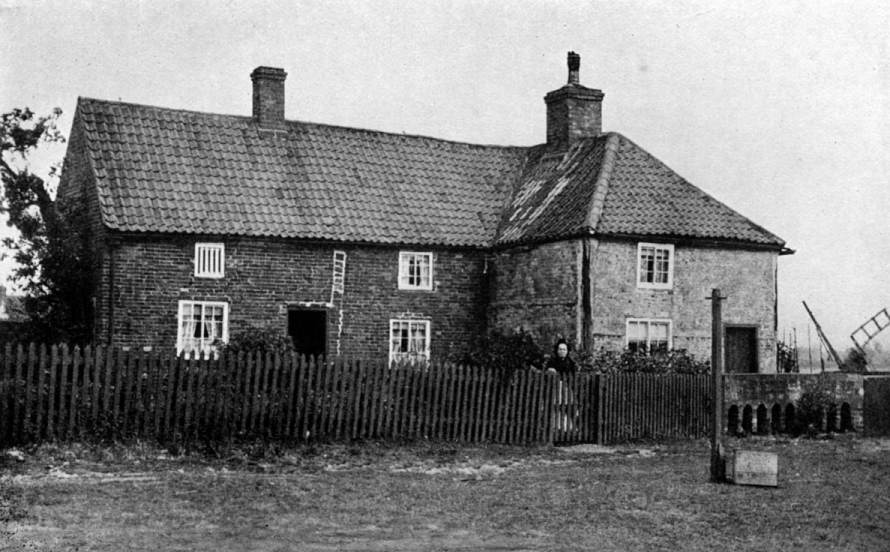
Manor House, la maison natale de William Bradford à Austerfield, près de Doncaster.

Il est le fils de William Bradford, un fermier aisé, et d'Alice Hanson, son épouse. Orphelin à l'âge de 7 ans, il part vivre auprès d'oncles fermiers. Mais il est attiré par les activités de l'esprit et se dote par la lecture d'une culture biblique et classique.

### Un protestant dissident
Âgé de 12 ans, William Bradford commence à fréquenter l'église de Tous les Saints de Babworth, où prêche le pasteur Richard Clyfton, d'obédience browniste. Il fait là la rencontre de William Brewster, bailli du domaine de Scrooby et maître de poste, grâce à qui il peut élargir ses lectures.
En 1603, Jacques Ier prend la succession d'Élisabeth. Il se veut le protecteur de l'Église anglicane et proclame sa volonté de combattre les dissidents. Le manoir de Scrooby devient un lieu de réunions cultuelles clandestines d'une cinquantaine de personnes, menées par Richard Clyfton et par John Robinson (1575-1625).
William Bradford devient ainsi membre d'un groupe dissident de tendance « séparatiste », parce qu'il veut rompre avec l’Église d'Angleterre (anglicane). Au contraire des puritains qui envisagent de la purifier de l'intérieur (des restes de catholicisme qu'elle conserve), les séparatistes pensent qu'elle n'est pas susceptible de rédemption.
En 1607, l'archevêque d'York sévit contre ce groupe, dont plusieurs membres sont arrêtés, certains mis à l'amende, d'autres emprisonnés. Le groupe apprend alors les persécutions encore plus graves subies par les dissidents à Londres. Il décide de partir (illégalement) pour les Provinces-Unies, et après quelques contretemps, un certain nombre de ses membres parvient à quitter l'Angleterre durant l'été 1608, notamment William Bradford et la famille Brewster, qui va le prendre en charge au début de l'exil.

### L'exil aux Provinces-Unies (1608-1620)
Les Provinces-Unies sont un État récent, fondé en 1581 (acte de La Haye), issu de l'insurrection des Pays-Bas contre Philippe II, où la religion semi-officielle est le calvinisme de l'Église réformée néerlandaise. En 1609, les Provinces-Unies entrent dans la période de la trêve de Douze Ans (1609-1621) avec le roi d'Espagne, mais vont traverser une crise religieuse majeure, le conflit entre remontrants et calvinistes (1610-1619).
Le groupe de Scrooby s'installe d'abord à Amsterdam, principale ville de la province de Hollande (août 1608). Compte tenu de leurs difficultés économiques, les Anglais choisissent de déménager dans la plus petite ville de Leyde (où se trouve la seule université des Provinces-Unies).
En 1611, devenu majeur, Bradford réussit à obtenir une partie de l'héritage de ses parents, ce qui lui permet d'acheter sa propre demeure et de créer une entreprise de tissage.
En 1613, il épouse Dorothy May, issue d'une famille anglaise aisée établie à Amsterdam. Un fils naît en 1617, John.
En 1620, il vend la maison de Leyde et fait des affaires entre les Provinces-Unies et Londres (il apparaît en mars 1620 dans le registre des impôts personnels du quartier d'Aldgate, qui accueille nombre de négociants hollandais et de dissidents anglais émigrés en Hollande. Il fait alors la connaissance d'Édouard et d'Alice Southworth.

### Le projet d'installation dans le nouveau monde et les préparatifs (1619-1620)
À partir de 1617, la congrégation envisage de partir pour le Nouveau Monde. D'une part, ses membres constatent que leurs enfants sont influencés par la culture hollandaise. D'autre part, la perspective de la fin de la trêve amène le gouvernement des Provinces-Unies à se rapprocher de Jacques Ier d'Angleterre, à rechercher une reprise de l'alliance de 1585-1604 établie par le traité de Sans-Pareil. Dans ces circonstances diplomatiques, la présence des dissidents anglais réfugiés n'est pas opportune aux yeux des autorités des Provinces-Unies. Les Anglais affrontent la méfiance voire l'hostilité des Hollandais. Ceci bien que les calvinistes, dont le chef politique est le stathouder Maurice de Nassau, l'emportent en 1618 sur les remontrants du grand-pensionnaire Johan van Oldenbarnevelt, qui est arrêté en 1618 et exécuté en 1619.
Le chef de la congrégation des Anglais de Leyde, John Robinson, approuve la suggestion de fonder une colonie outre-mer, idée dont Bradford est un des premiers partisans. Il s'agit de se mettre à l'abri du pouvoir de l’Église d'Angleterre et du gouvernement sans pour autant renier la sujétion au royaume d'Angleterre. Un des principaux artisans du projet est John Carver.
Des négociations sont entreprises avec le gouvernement anglais pour obtenir l'autorisation de s'installer dans la colonie de Virginie, fondée en 1607 et dont le territoire s'étend jusqu'à l'Hudson. D'autre part, il faut réunir des fonds pour mener à bien l'opération : ceux-ci sont fournis par des marchands de Londres, qui recrutent de leur côté des personnes compétentes professionnellement. En 1620, les choses sont bien avancées.

### Le voyage vers l'Amérique (juillet-novembre 1620)
En juillet 1620, une cinquantaine de membres de la congrégation quittent le port de Delft à bord du Speedwell. Parmi eux, se trouvent William Bradford et son épouse. Le Speedwell doit rejoindre un autre navire, le Mayflower, parti de Londres vers le 15 juillet, et naviguer avec lui jusqu'en Amérique. Mais le Speedwell se révèle inadéquat, et après deux réparations insuffisantes (à Southampton et à Dartmouth), il est décidé début septembre de l'abandonner à Plymouth. De ses passagers, une vingtaine, dont les Bradford, embarquent sur le Mayflower, tandis que les autres repartent en Hollande.

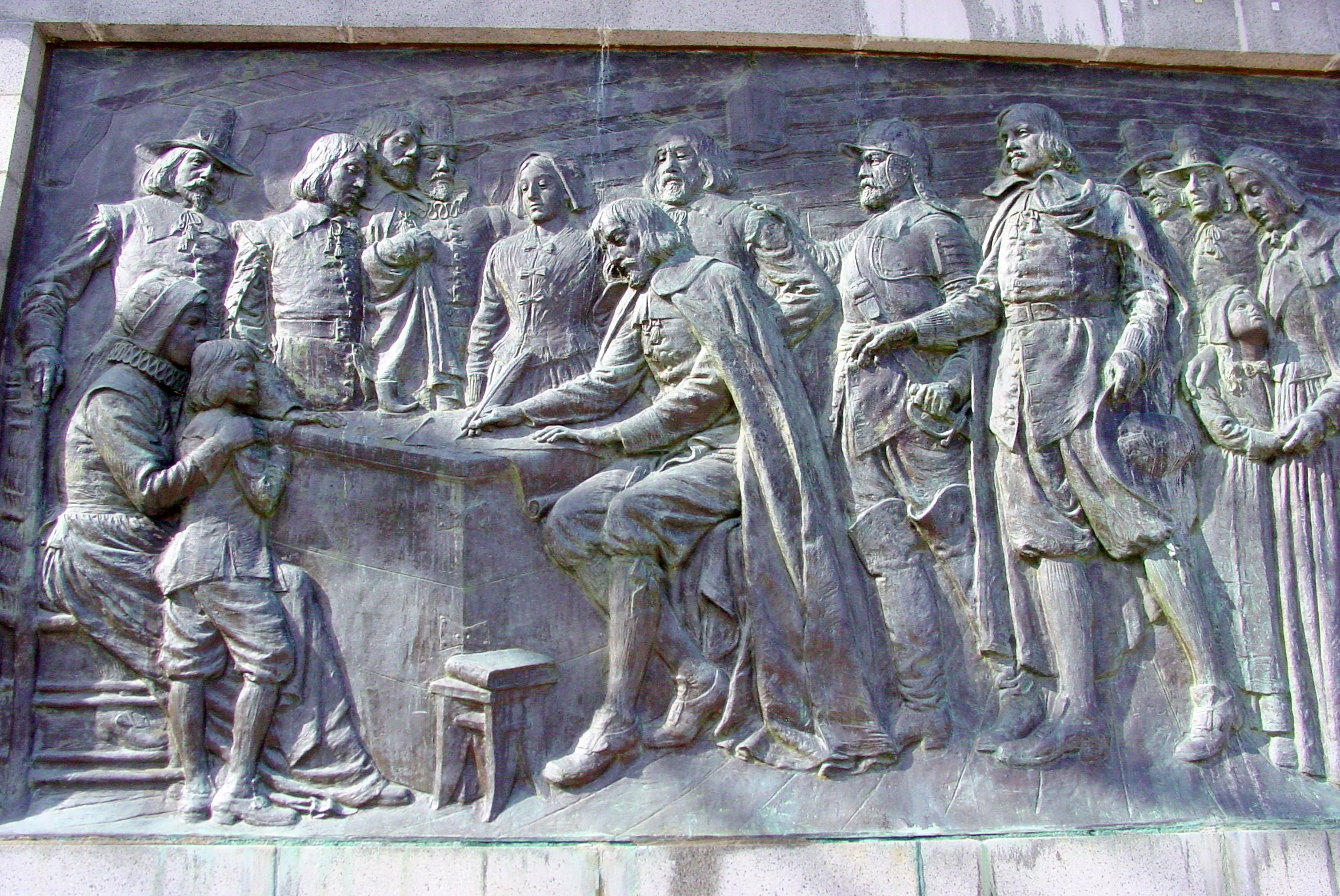
Bas-relief dans Bradford Street à Provincetown représentant la signature du Mayflower Compact.

Le départ de Plymouth a lieu le 16 septembre.
Le vaisseau atteint la côte américaine le 11 novembre, dans une région (actuelle Provincetown, Massachussets) située très au nord de ce qui était prévu.

### La mort de Dorothy Bradford (7 décembre 1620)
Le 7 décembre 1620, Dorothy Bradford meurt, alors que le Mayflower est au mouillage au lieu-dit Provincetown Harbor. Sa mort a fait l'objet de spéculations, car il n'y a aucun récit détaillé des circonstances de ce drame (Bradford ne s'y attarde guère dans son journal). Le pasteur puritain Cotton Mather (1663-1728) indique quelques décennies plus tard dans ses Magnalia Christi Americana qu'elle est morte noyée.

### Débuts de la colonie
Le premier hiver de la colonie est terrible. La moitié des colons meurt, dont le chef John Carver. Bradford est élu à sa place au printemps 1621.
À partir de cette date, la vie de Bradford se confond avec l'histoire de la colonie de Plymouth.

### Second mariage et descendance
Alice Carpenter Southworth, veuve d’Edward Southworth, débarque à Plymouth à bord du Anne en juillet 1623.
Bradford l'épouse le 14 août 1623. Ils vont avoir trois enfants : William, Mercy et Joseph. Alice élève également John, le fils de Dorothy Bradford ; les fils d’Alice et d’Edward Southworth, Constant et Thomas, débarquent à Plymouth en 1627 ou 1628 et vivent sans doute, eux aussi, dans la maison de William Bradford.
William Bradford meurt à Plymouth et est inhumé à Plymouth Burial Hill. Sur sa tombe est gravée cette épitaphe :
qua patres difficillime adepti sunt nolite turpiter relinquere
« Ce que vos pères ont amassé avec tant de peine, gardez-vous de le négliger »

## LeJournalde Bradford
Bradford a tenu un journal qui constitue une chronique des trente premières années de la colonie de Plymouth.
De larges extraits de ce journal ont été publiés sous le titre Of Plymouth Plantation.
Bradford, avec Edward Winslow et d'autres, a contribué à un recueil de textes de George Morton intitulé Mourt's Relation, publié à Londres en 1622 : il s’agit d'un récit des premières années de la colonie de Plymouth.